# Undir Mýruhjalla
Undir Mýruhjalla  è uno stadio di calcio di Skála, nelle isole Fær Øer.  Lo stadio, aperto nel 1968,  ha una capienza di 1000 spettatori, di cui solo 300 a sedere, ospita le partite di casa della squadra locale Skála ÍF.